# 3983 Sakiko
3983 Sakiko (1984 SX) là một tiểu hành tinh vành đai chính được A. Mrkos phát hiện vào ngày 20 tháng 9, năm 1984 ở Klet. Nó được đặt theo tên của em gái nhà thiên văn học Nhật Bản Syuichi Nakano.